# 凯蒂·泽勒姆
凯蒂·莉·泽勒姆（英語：Katie Leigh Zelem；1996年1月20日—），英格兰女子足球运动员，司职中场，目前效力于天使城足球俱乐部和英格兰女子足球代表队。她曾代表英格兰参加2023年国际足联女子世界杯。